# Valouïki
Valouïki (en russe : Валуйки) est une ville de l'oblast de Belgorod, en Russie, et le centre administratif du raïon de Valouïki. Sa population s'élevait à 34 104 habitants en 2020.

## Géographie
Valouïki se trouve au confluent des rivières Valouï et Oskol, à 117 km au sud-est de Belgorod et à 618 km au sud de Moscou. Elle n'est qu'à 15 km de la frontière ukrainienne.

## Histoire
Valouiki est fondée en 1593. C'est alors une forteresse qui protège la piste de Mouravski contre les raids des Tatars de Crimée et des Nogaïs. Elle reçoit le statut de ville en 1797. En 1856, Valouïki compte cinq églises, 804 maisons et 30 magasins ; elle fait partie du gouvernement de Voronej. A la fin du XIXe siècle, on y trouve une tannerie, une distillerie et deux moulins à huile.
Valouïki est rattaché à l'oblast du Centre-Tchernozem en 1928, puis à l'oblast de Koursk. Pendant la Seconde Guerre mondiale, la ville est occupée par l'Allemagne nazie du 6 juillet 1942 au 19 janvier 1943. Elle est libérée par le front de Voronej de l'Armée rouge au cours de l'offensive Ostrogojsk-Rossoch. En 1954, elle est intégrée au nouvel oblast de Belgorod.

## Population
Recensements ou estimations de la population :
| 1856  | 1897* | 1926*  | 1939*  | 1959*  | 1970*  | 1979*  |
| ----- | ----- | ------ | ------ | ------ | ------ | ------ |
| 2 900 | 6 698 | 10 226 | 16 744 | 18 068 | 29 093 | 32 109 |

| 1989*  | 2002*  | 2010*  | 2012   | 2013   | 2014   | 2015   |
| ------ | ------ | ------ | ------ | ------ | ------ | ------ |
| 34 863 | 35 790 | 35 322 | 35 401 | 35 093 | 34 437 | 34 296 |

| 2016   | 2017   | 2018   | 2019   | 2020   | - | - |
| ------ | ------ | ------ | ------ | ------ | - | - |
| 34 104 | 34 679 | 34 118 | 34 193 | 34 104 | - | - |

## Économie
Les cultures de la région de Valouïki sont : blé, seigle, maïs, millet, sarrasin, tournesol, betterave à sucre, coriandre. Élevage de bovins, porcs, moutons et volailles.
Les principales entreprises de la ville transforment les produits de l'agriculture.